# Trigonoptera woodfordi
Trigonoptera woodfordi är en skalbaggsart som beskrevs av Charles Joseph Gahan 1888. Trigonoptera woodfordi ingår i släktet Trigonoptera och familjen långhorningar. Inga underarter finns listade i Catalogue of Life.